# 大阪府旗

制定当初の配色（1968 - 1984年）

大阪府旗（おおさかふき）は、日本の都道府県の一つである大阪府の旗。本項では、旗に図示されている大阪府章（おおさかふしょう）についても併せて解説する。

## 概要

大阪府章

大阪府政施行100周年を記念し、1968年（昭和43年）6月21日に制定された。アルファベットの「O」を豊臣秀吉の馬印として知られる千成（せんなり）びょうたんを基にデザインし、枝分かれした「O」はそれぞれ「希望」「繁栄」「調和」を表す。制定時は旗の地色は緑であったが、1984年（昭和59年）4月1日より青（マンセル7.5PB 3/12色）に変更された。
府旗・府章は同じデザインである。

### 府旗制定以前の代用旗
現在の府旗が制定される以前は、1949年（昭和24年）に制定された大阪体育協会のシンボルマークをデザインした旗が国民体育大会等の行事において代用されていた。純潔を表わす白地に工業都市たる大阪のエネルギーを表わす赤いコースを水の都の若々しさと誠実・希望を表わす青で囲んだトラックの中央に縦書きで「大阪」と大書している。